# Leptosphaeria collinsoniae
Leptosphaeria collinsoniae är en svampart som beskrevs av Dearn. & House 1921. Leptosphaeria collinsoniae ingår i släktet Leptosphaeria och familjen Leptosphaeriaceae.   Inga underarter finns listade i Catalogue of Life.